# Арчидона
Арчидона (ісп. Archidona) — муніципалітет в Іспанії, у складі автономної спільноти Андалусія, у провінції Малага. Населення — 8837 осіб (2010).
Муніципалітет розташований на відстані близько 380 км на південь від Мадрида, 36 км на північ від Малаги.
На території муніципалітету розташовані такі населені пункти: (дані про населення за 2010 рік)
- Арчидона: 7687 осіб
- Естасьйон-де-Арчидона: 212 осіб
- Естасьйон-де-Салінас: 709 осіб
- Уертас-дель-Ріо: 229 осіб

## Демографія
Динаміка населення (INE ):

## Відомі особистості
В поселенні народився:
- Ванеса Мартін (* 1980) — іспанська співачка.

## Галерея зображень

Розташування муніципалітету у провінції Малага
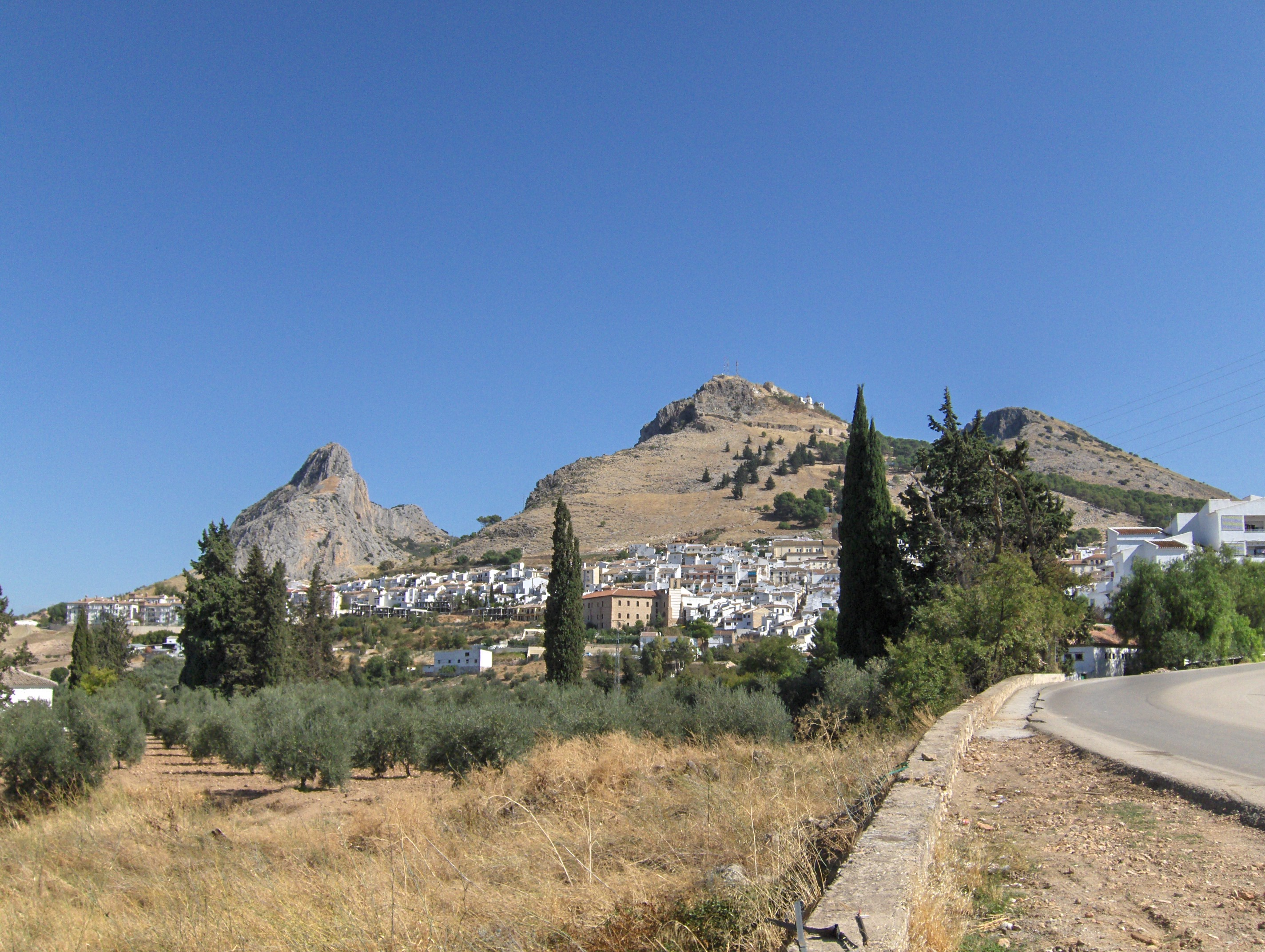
Арчидона
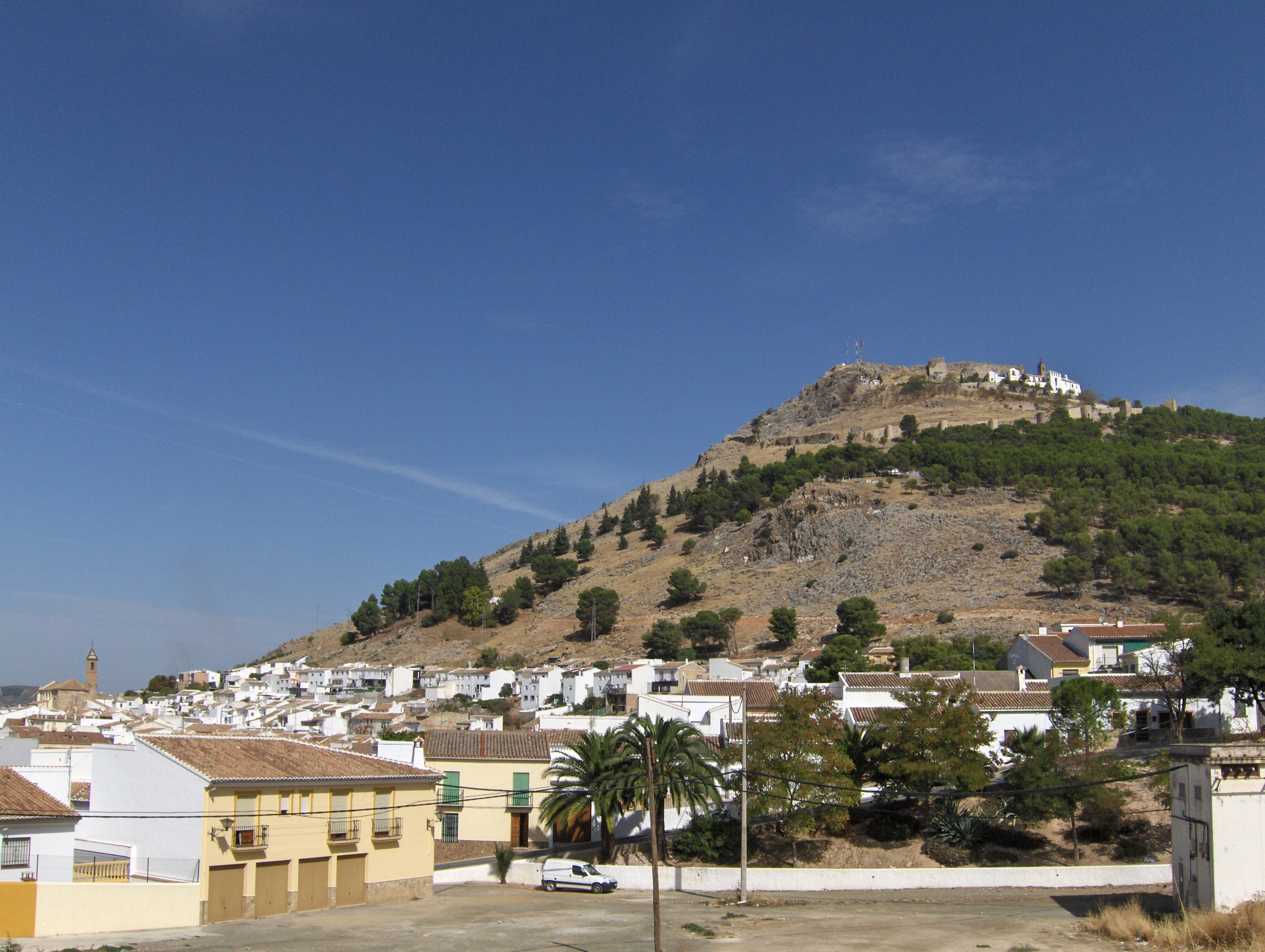
Арчидона, справа - дзвіниця церкви Санта-Ана, зліва - каплиця Ла-Вірхен-де-Грасія
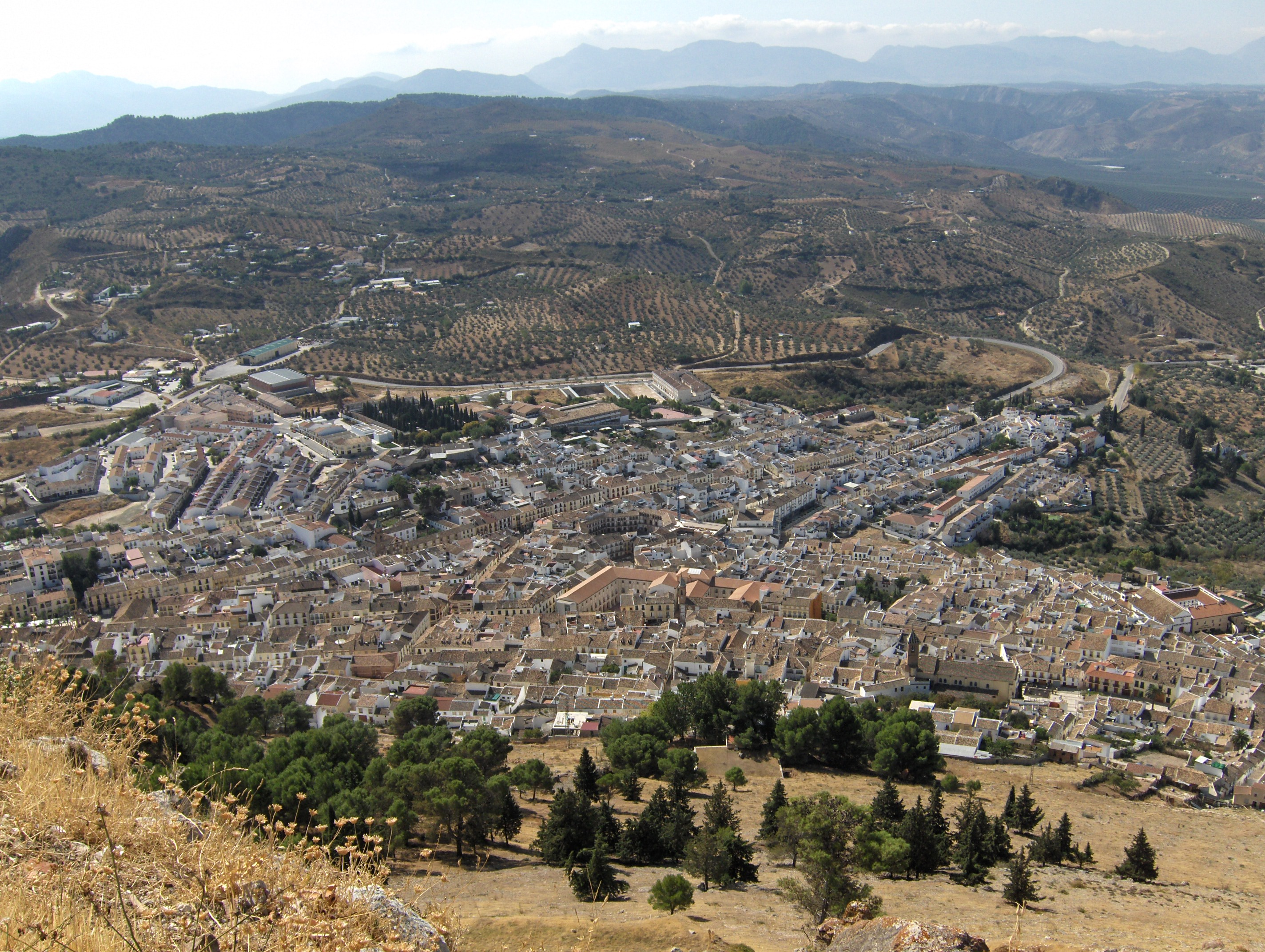
Вид на старе місто з замку
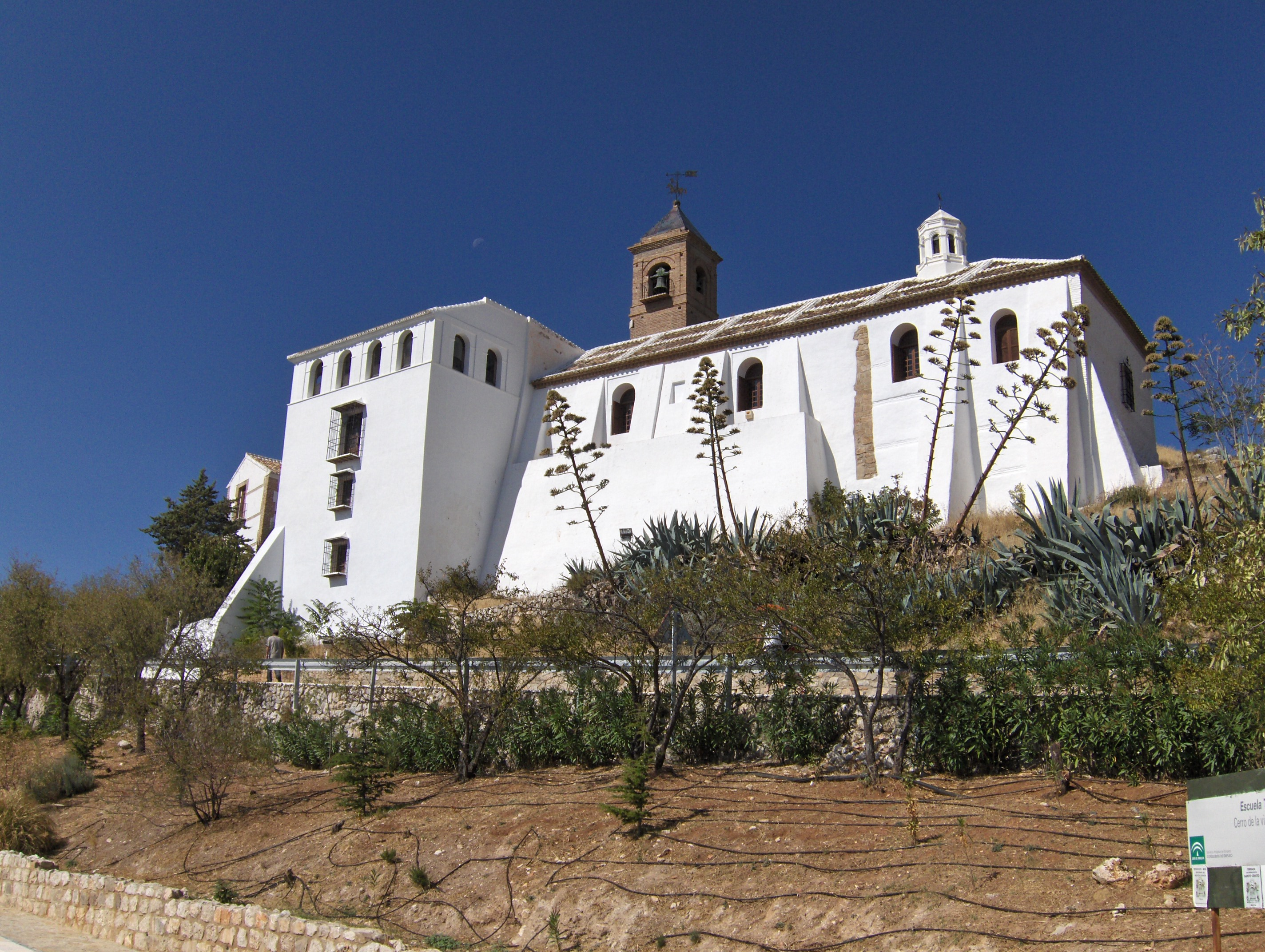
Каплиця Ла-Вірхен-де-Грасія, колишня мечеть
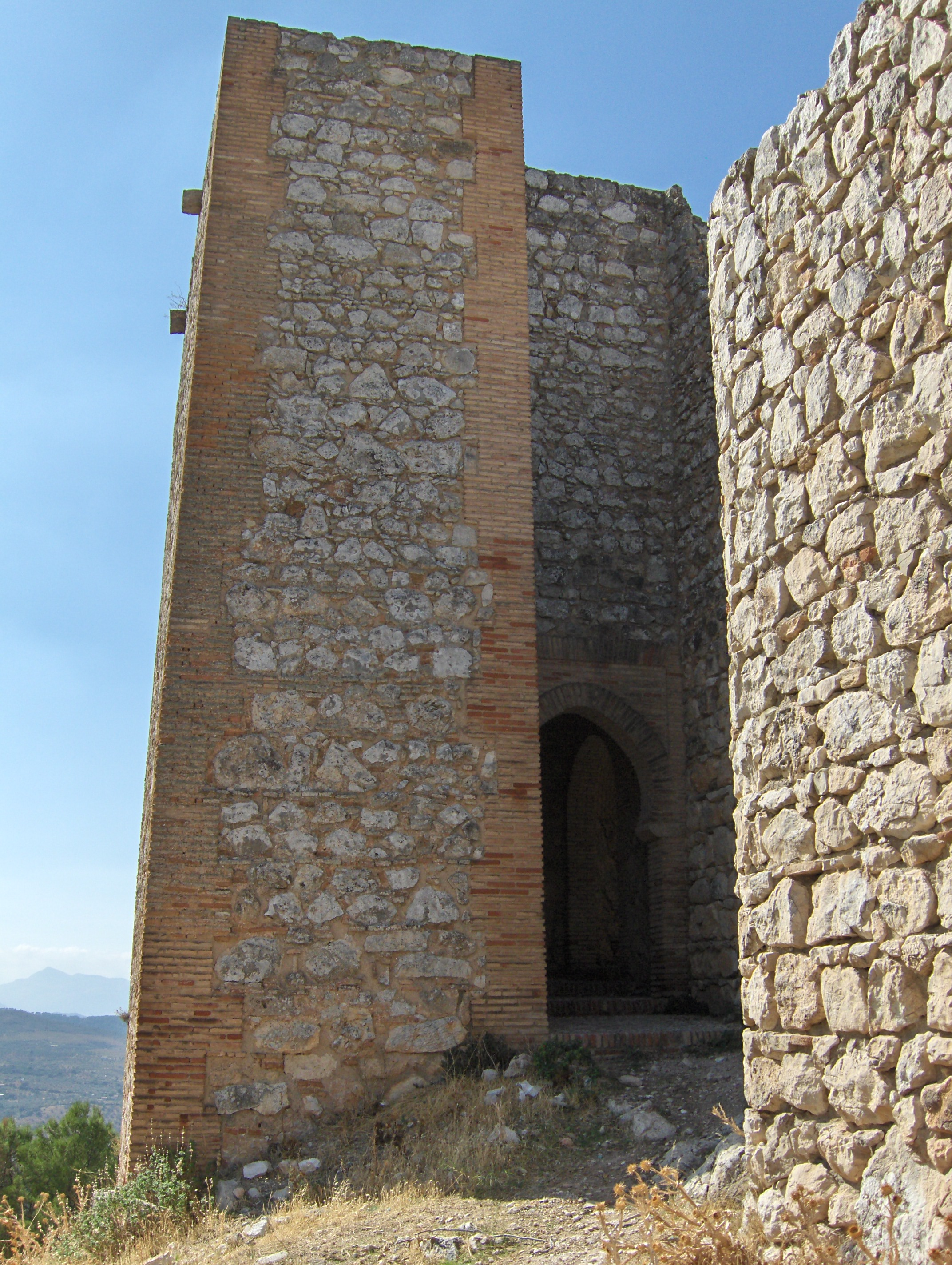
Середньовічний мур
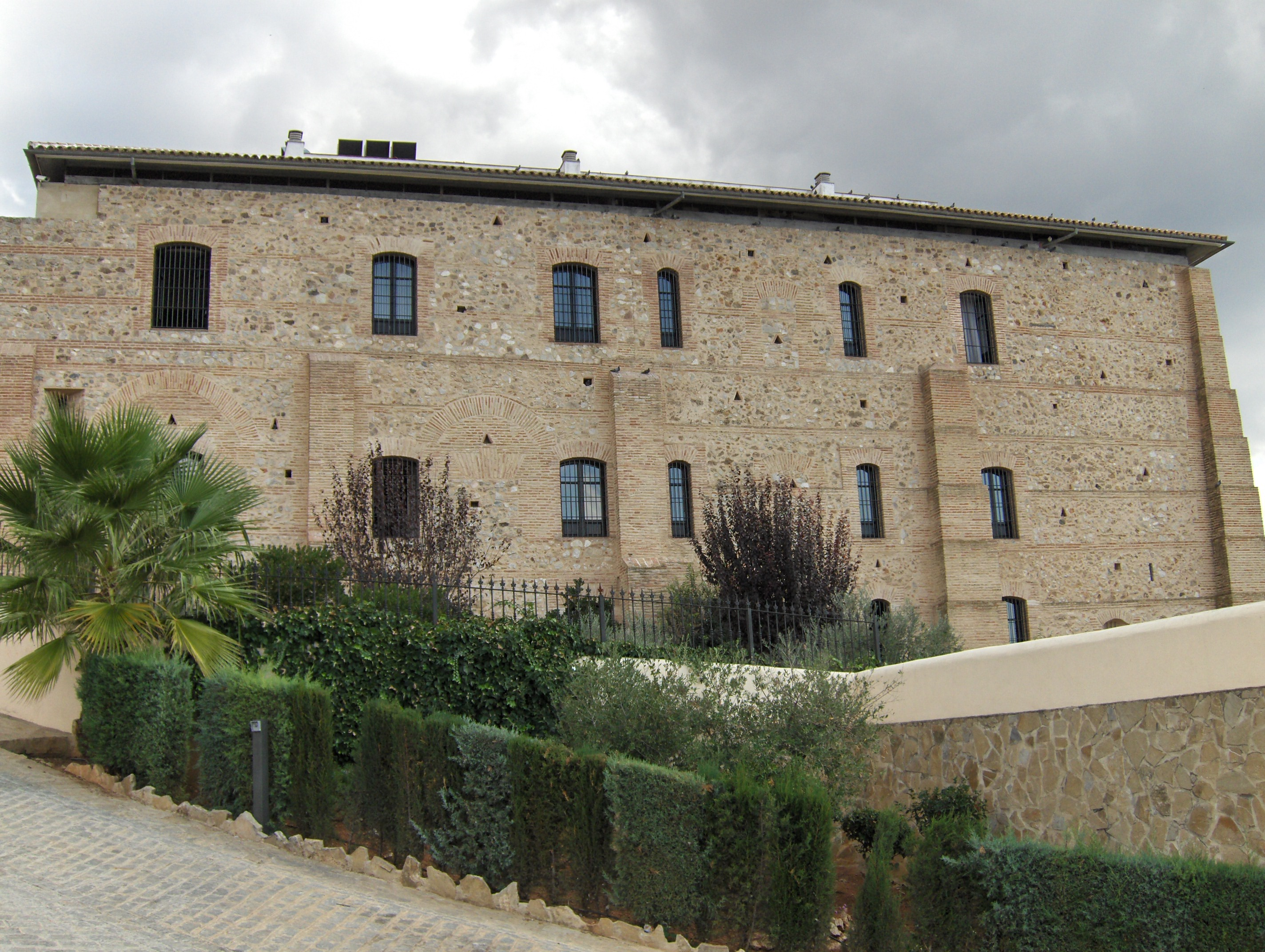
Монастир Санто-Домінго
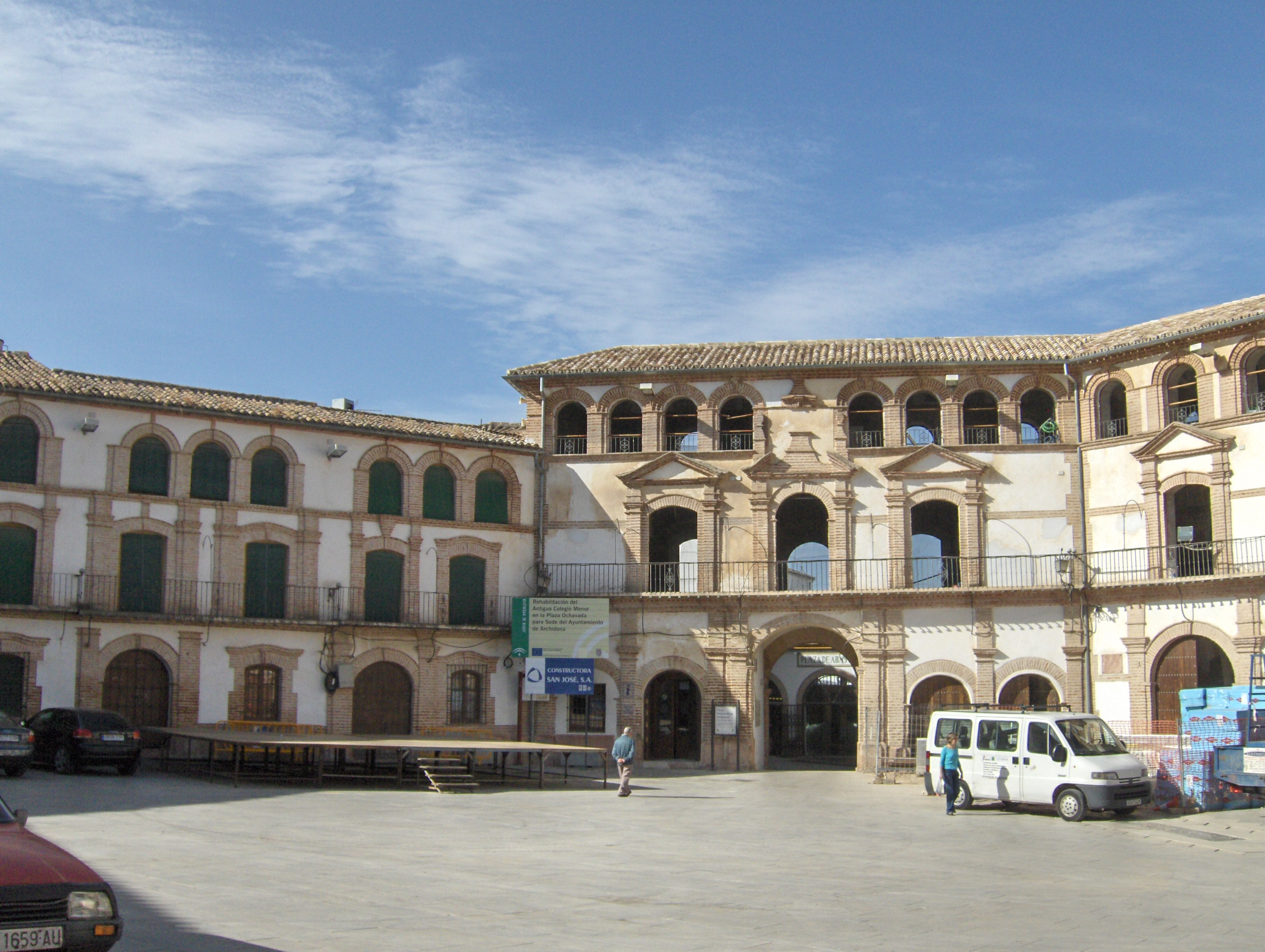
Площа Очавада
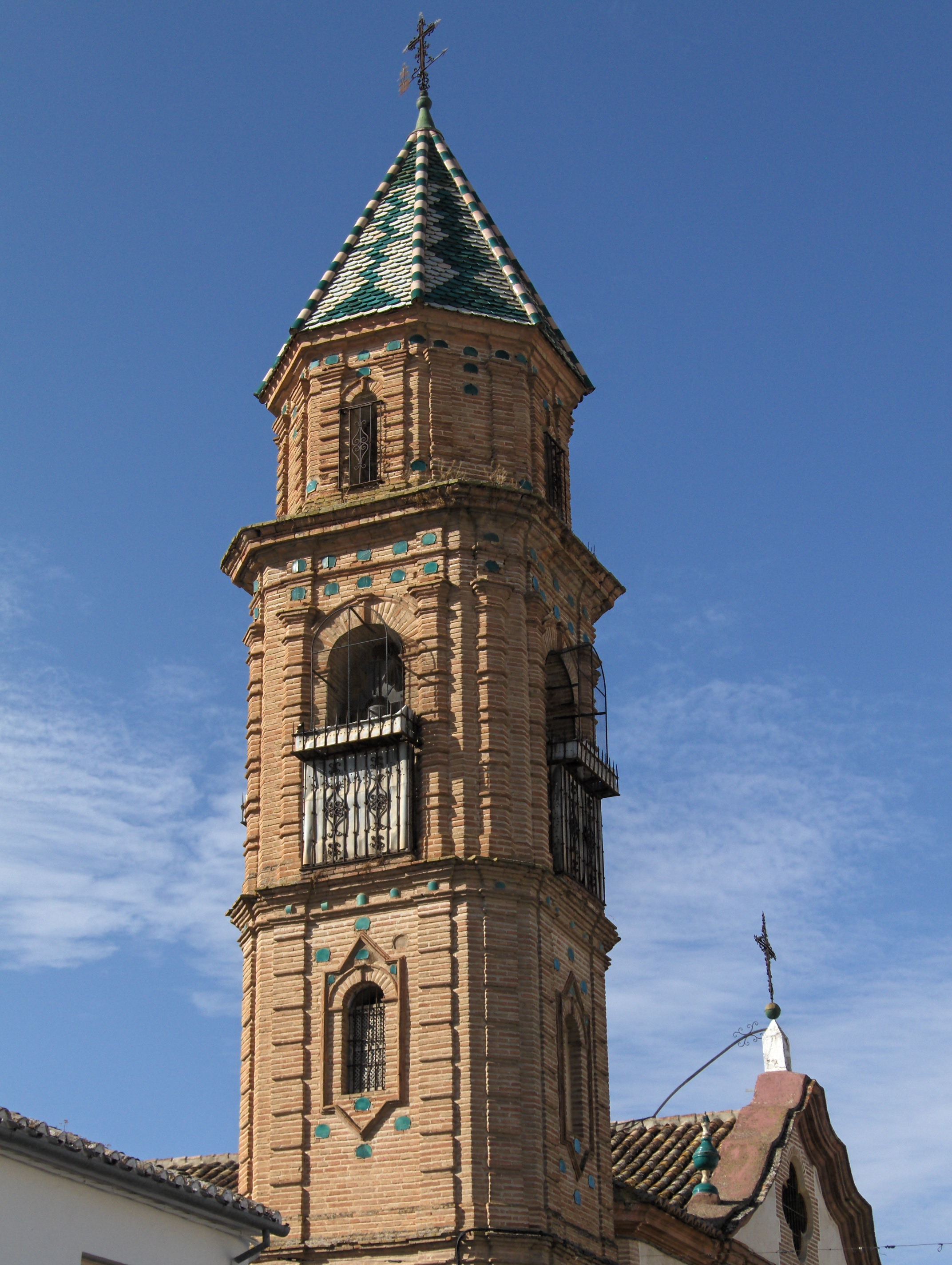
Дзвіниця монастиря Лас-Мінімас
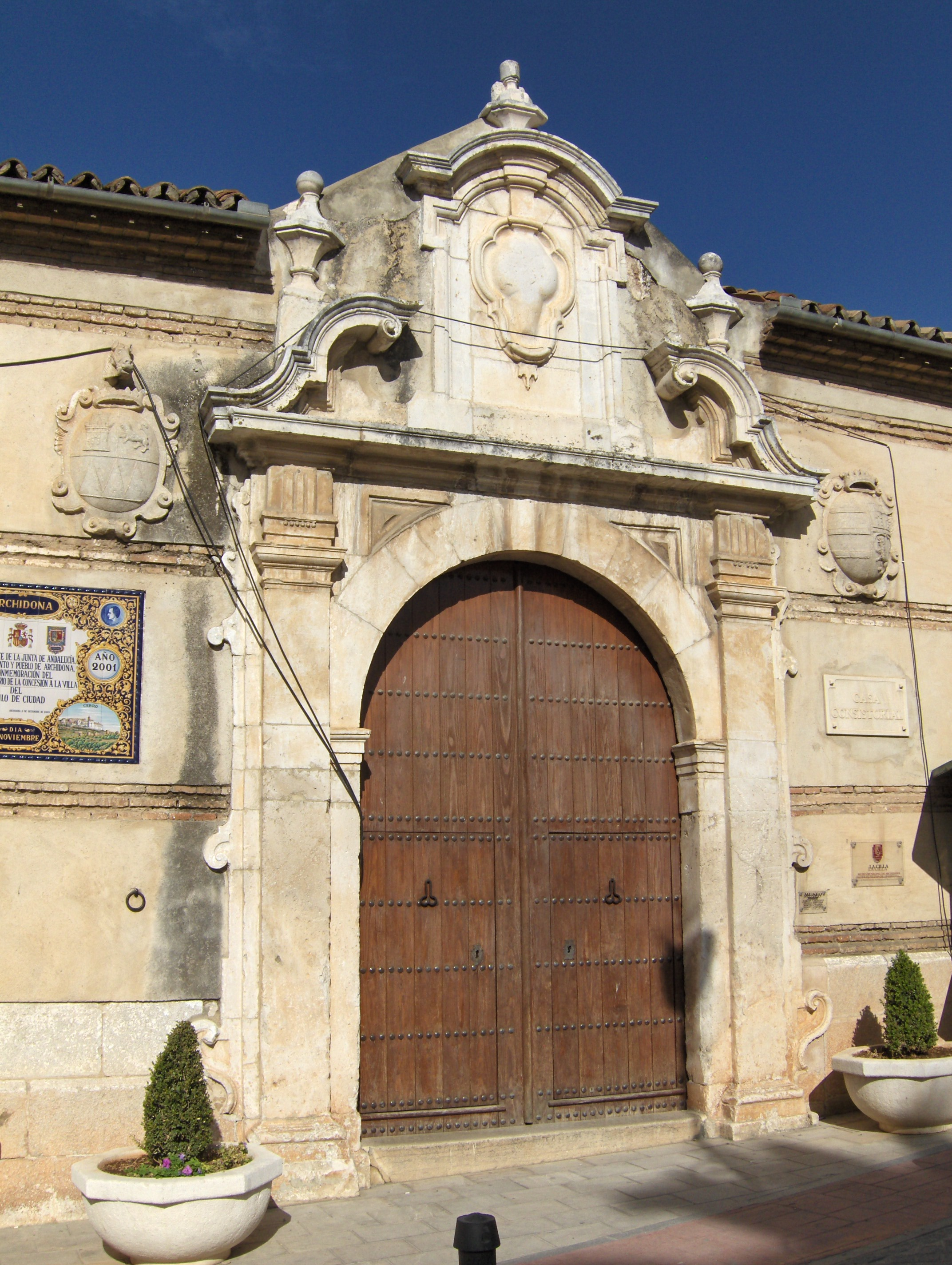
Муніципальний музей, колишній будинок муніципальної ради